# 10,000 BC
10,000 BC is een Amerikaanse avonturenfilm uit 2008 onder regie van Roland Emmerich. De wereldpremière vond plaats op 26 februari 2008 in de CineStar-bioscoop aan de Berlijnse Potsdamer Platz.

## Inhoud
In het jaar 10.000 voor Christus wonen de Yagahl, een primitieve stam jager-verzamelaars, in een afgelegen gebergte. Zij leven van de jacht op mammoeten. Na het vertrek van zijn vader, een gebeurtenis waar sindsdien een heimelijke stilte om hangt, wordt de jonge D'Leh getreiterd door zijn leeftijdsgenoten. Hij geraakt sterk bevriend met Evolet, een door de Yagahl gevonden weesmeisje met helderblauwe ogen. Stamvrouw "Oude Moeder" voorspelt dat de komst van het meisje een voorbode zal vormen van viervoetige demonen die na de Laatste Jacht het begin van het einde voor de stam zullen inluiden.
Na het doden van een Mannak, een grote mammoet, geeft de wijze Tic’Tic – eens de vriend van D’Lehs vader – de "Witte Speer" en de beeldschone Evolet in handen van de dappere D’Leh. Het geluk van het jonge koppel is echter van korte duur. De eerlijke D’Leh geeft toe dat het doden van het beest louter op toeval berust en niets met zijn vermeende dapperheid van doen heeft. De Yagahl worden vervolgens belaagd door de viervoetige demonen, agressieve mannen te paard – onder leiding van de krijgsheer en zijn rechterhand "Eenoog" – die eigendommen vernietigen en jonge mannen afvoeren en tot slaaf maken. Tot ontzetting van D’Leh neemt de vijandelijke troep ook Evolet mee. Daarop begint de geraakte jongen met Tic’Tic, de harde Ka’Ren en de geniepige Baku – wiens moeder tijdens de bestorming het leven laat – aan een lange tocht over de Witte Bergen naar de Verloren Vallei.
In de jungle worden de vier krijgers aangevallen door bloeddorstige schrikvogels, waarbij Tic’Tic gewond raakt en Ka’Ren en Baku worden gevangen. D'Leh haalt Evolet uit handen van de demonen, maar de bende heeft de vrouw weldra terug in haar bezit. Tijdens het jagen belandt D'Leh in een valkuil waar zich tevens een sabeltandtijger bevindt, maar de jongen bevrijdt het roofdier uit zijn benarde positie en kan zich uit de put wurmen. D'leh en Tic'Tic ontmoeten de Naku, een stam die het Yagahl-duo in de armen sluit nadat de jongste gast het dorp uit de klauwen van de tijger weet te houden. Opperhoofd Nakudu verklaart dat veel geliefden op de "Grote Rode Vogels" – schepen met grote, rode zeilen – zijn vertrokken naar de Bergen van de Goden, waarvan niemand ooit is teruggekeerd. Het stamhoofd ziet in D'leh de vervulling van een profetie – "De krijger die met de speertand spreekt, zal de volkeren onder zijn hoede brengen om de slaven te bevrijden" – en vertelt omliggende stammen dat de beloofde verlosser zich heeft laten zien. Onder het leiderschap van D'leh verenigen de onderdrukte stammen zich naar een moderne beschaving die wordt geregeerd door "De Almachtige", een levende god die duizenden slaven bezit om een gigantische piramide voor hem te laten bouwen. D'Leh vindt een ontsnapte slaaf met een armband die zijn vader om zijn pols heeft gedragen, waarna de verloren ziel hem vertelt dat zijn oudeheer zijn stam destijds heeft verlaten op zoek naar voedsel en als slaaf ten prooi is gevallen aan de machtige heerser. Als D'leh en Tic'Tic door een aantal wachters worden ontdekt, breekt een strijd uit waarbij de wijze Yagahl gedood wordt en de "Witte Speer" alsnog overdraagt aan zijn jonge opvolger.
De priesters van "De Almachtige" ontdekken een litteken op de hand van Evolet in het patroon van het "Teken van de Jager" (het sterrenbeeld Orion) en geloven dat het deel uitmaakt van een profetie – "De drager van het "Teken van de Jager" is voorbestemd om "De Almachtige" te doden." D'Leh begint een grootschalige opstand en zorgt ervoor dat de Mannak een groot aantal troepen onder de zoden stampen. "De Almachtige" biedt D'Leh zijn Evolet en zijn krijgers aan in ruil voor het beëindigen van zijn rebellie tegen het regime. D'Leh veinst dat hij de transactie accepteert, maar werpt zijn speer in het lichaam van de almachtige heerser om te bewijzen dat de slavendrijver allesbehalve een god is. Zo veroorzaakt hij een veldslag waarin (a) D’Leh onder meer hulp krijgt van het imposante Hoda-stamhoofd Quina, (b) Yagahl Moha als offer aan de goden wordt geschonken, (c) Ka’Ren, Baku en Nakudus zoon Tudu hun vrijheid terugvinden, (d) Evolet door de krijgsheer van de viervoetige demonen wordt vermoord en (e) "Oude Moeder" van grote waarde zal blijken voor de toekomst van de Yagahl en hun bevriende stammen. Nadat Evolet de krijgsheer die haar te paard probeerde af te voeren uitgeschakeld had door een van zijn eigen pijlen in zijn zij te steken, krijgt zij toch nog een pijl in haar rug. Uit de woede sloopte hij de krijgsheer. Met de laatste adem van de oude moeder, komt het leven terug in Evolet en in de stam.

## Rolverdeling
- Steven Strait - D'Leh
- Jacob Renton - D'Leh (jong)
- Camilla Belle - Evolet
- Grayson Hunt Urwin - Evolet (jong)
- Cliff Curtis - Tic'Tic
- Kristian Beazley - vader D'Leh
- Mona Hammond - "Oude Moeder"
- Mo Zinal - Ka'Ren
- Matthew Navin - Ka'Ren (jong)
- Nathanael Baring - Baku
- Louise Tu'u - moeder Baku
- Reece Ritchie - Moha
- Nimiah Rodgers - Moha (jong)
- Junior Oliphant - Tudu
- Joel Virgel - Nakudu
- Boubacar Babiane - Quina
- Affif Ben Badra - krijgsheer
- Marco Khan - "Eenoog"
- Tim Barlow - "De Almachtige"
- Farouk Valley-Omar - hoge priester
- Antonio Fisher - jonge priester
- Steven Afrikaner - jonge priester
- Joel Fry - Lu'kibu
- Kolby Pistak - Lu'kibu (jong)
- Charles Baloyi - Gatto
- Gabriel Malema - Kawu
- Mark Simmons - Sono
- Hannah Westbury - Cala

## Stemmen
- Omar Sharif - Baku (oud)

## Filmmuziek
- 1. Opening
- 2. Mountain Of The Gods
- 3. Speech
- 4. Evolet
- 5. Mannak Hunt
- 6. Celebration
- 7. I Was Not Brave
- 8. Night Of The Tiger
- 9. Lead Them
- 10. Terror Birds
- 11. Wounded Hunter
- 12. Food
- 13. Goodbyes
- 14. Sea Of Sand
- 15. Wise Man
- 16. He Was My Father
- 17. Mark Of The Hunter
- 18. Free The Mannaks
- 19. Not A God
- 20. You Came For Me
- 21. The End
- 22. 10,000 BC/End Credits

## Locaties
- Nieuw-Zeeland: De ijswereld van de Yagahl
- Kaapstad (Zuid-Afrika): De Verloren Vallei
- Namibië: Egypte